# Purfles
Purfles (coréen : 퍼펄즈), est un girl group sud-coréen formé par Crescendo Music en 2014. Le groupe est composé de trois membres : Geonhee, Wooyoung et Eunyong. Les filles font leurs débuts officiels avec le single "1,2,3" le 23 octobre 2014.

## Signification du nom
Purfles signifie le fait d'orner ou de décorer.

## Carrière

### 2014-maintenant:1,2,3,A Bad ThingetBad Girl
Fin octobre 2014, les débuts des Purfles sont officialisés. Il s'agit d'un trio exclusivement féminin composé de Geonhee, Wooyoung et Eunyong formé au sein de l'agence de la chanteuse solo Hyene, Crescendo Music. Il est dit qu'elles ont grandement été préparées afin d'avoir un bon niveau pour le lancement de leur carrière. Le groupe fera ses débuts le 23 octobre. Ainsi, le 23 octobre, le groupe fait ses débuts avec la sortie du single 1,2,3, accompagné de son clip vidéo. Il est dit que le trio espère aussi apporter une belle contribution à la scène musicale.
Le 16 août 2015, il est annoncé que Purfles sera de retour. En effet, les jeunes femmes ont partagé une photo d'elles et ont annoncé : “Purfles fait son comeback. Maintenant, nous sommes en plein milieu du tournage d’un MV ^^. S’il-vous-plaît, attendez septembre~ Le niveau est différent~”. Le 3 septembre, les filles font leur comeback avec leur second single, A Bad Thing, par cette occasion le clip du titre est mis en ligne.
Deux mois seulement après la sortie d'A Bad Thing, Purfles devrait faire un nouveau comeback. Ainsi, le 17 novembre, le trio est de retour avec son troisième single, Bad Girl accompagné de son clip vidéo.

## Membres
- Geonhee (건희), née Bak Geonhee (박건희) le 18 mai 1990 (34 ans) à Ulsan,  Corée du Sud.
- Wooyoung (우영), née Yang Wooyoung (양우영) le 8 juin 1993 (31 ans) à Jeonju,  Corée du Sud.
- Eunyong (은용), née Sin Eunyong (신은용) le 20 juillet 1991 (33 ans) à Séoul,  Corée du Sud.

## Discographie

### Singles
- 1,2,3 (2014)
- A Bad Thing (2015)
- Bad Girl (2015)